# Розповіді про Леніна
«Розповіді про Леніна» (рос. «Рассказы о Ленине») — радянський історико-біографічний фільм 1957 року, знятий на кіностудії «Мосфільм».

## Сюжет
Два оповідання («Подвиг солдата Мухіна», «Остання осінь»). Події одного стосуються 1917 року, коли Ленін повинен був переховуватися у Фінляндії, другого — відбуваються в 1923—1924 роках під час останніх місяців його життя в Горках.

## У ролях
- Максим Штраух — В. І. Ленін
- Марія Пастухова — Н. К. Крупська
- Анна Лисянська — М. І. Ульянова
- Олег Єфремов — Ф. Е. Дзержинський
- Олександр Кутєпов — Я. М. Свердлов
- Всеволод Санаєв — Микола Ємельянов, робітник з Розливу
- Геннадій Юхтін — Федір Мухін, солдат
- Любов Студнєва — Єфросинія Іванівна, «господиня» квартири
- Борис Бібіков — генерал Половцев
- Павло Суханов — Павло Миколайович, дачник в Розливі
- Лев Поляков — поручик Баришев
- Микола Логачов — прапорщик Борецький
- Володимир Ратомський — єфрейтор Тихон Старенко
- Людмила Крилова — Саша, медсестра в Горках
- Олександр Бєлявський — Коля, електротехнік
- Іван Воронов — Григорій Бєлов, начальник охорони

## Знімальна група
- Режисер:  Сергій Юткевич
- Автор сценарію:  Михайло Вольпін,  Микола Ердман,  Євген Габрилович
- Оператори:  Євген Андріканіс,  Андрій Москвін, Аміна Ахметова,  В'ячеслав Фастович
- Музика з творів  Сергія Танєєва і  Сергія Рахманінова